# Arctosa astuta
Arctosa astuta este o specie de păianjeni din genul Arctosa, familia Lycosidae. A fost descrisă pentru prima dată de Gerstäcker, 1873. Conform Catalogue of Life specia Arctosa astuta nu are subspecii cunoscute.